# Megacraspedus bilineatella
Megacraspedus bilineatella is een vlinder uit de familie tastermotten (Gelechiidae). De wetenschappelijke naam is voor het eerst geldig gepubliceerd in 1996 door Huemer & Karsholt.
De soort komt voor in Europa.